# Uracanthus froggatti
Uracanthus froggatti är en skalbaggsart som beskrevs av Blackburn 1895. Uracanthus froggatti ingår i släktet Uracanthus och familjen långhorningar. Inga underarter finns listade i Catalogue of Life.